# Lucas Höler
Lucas Höler (ur. 10 lipca 1994 w Achim) – niemiecki piłkarz grający na pozycji napastnika.

## Życiorys
W czasach juniorskich trenował w FC Hansa Schwanewede, VSK Osterholz-Scharmbeck i Blumenthaler SV. W latach 2013–2014 był piłkarzem VfB Oldenburg. 1 lipca 2014 został zawodnikiem rezerw 1. FSV Mainz 05. Dwa lata później odszedł do SV Sandhausen. 6 sierpnia 2016 zagrał po raz pierwszy w 2. Bundeslidze – miało to miejsce w zremisowanym 2:2 meczu z Fortuną Düsseldorf. 1 stycznia 2018 został piłkarzem pierwszoligowego SC Freiburg, które zapłaciło za niego 1,1 miliona euro. W Bundeslidze zadebiutował 13 stycznia 2018 w zremisowanym 1:1 spotkaniu z Eintrachtem Frankfurt. Grał w nim do 83. minuty, po czym został zmieniony przez Karima Guédé.